# Zeugandra
- Commons
- Wikispecies

Zeugandra é um gênero botânico pertencente à família Campanulaceae.